# Raymond VI de Toulouse
 (juillet 2023).
Si vous disposez d'ouvrages ou d'articles de référence ou si vous connaissez des sites web de qualité traitant du thème abordé ici, merci de compléter l'article en donnant les références utiles à sa vérifiabilité et en les liant à la section « Notes et références ».
Raymond VI (VIII) de Toulouse (Saint-Gilles, 27 octobre 1156 - Toulouse, 2 août 1222) fut comte de Melgueil (Raymond IV) de 1173 à 1190 puis comte de Toulouse, de Saint-Gilles, de Rouergue en 1209, duc de Narbonne, marquis de Gothie et de Provence de 1194 à 1222.

## Caractère
Raymond VI est un prince plus politique que belliqueux. Il se montre calculateur, temporisateur et d’une grande souplesse politique, faisant mine de se soumettre à plusieurs reprises pour mieux se redresser au meilleur moment. Cela lui a permis de reprendre à Simon de Montfort le comté de Toulouse. Cultivé, il compte parmi ses amis nombre de troubadours.

## Biographie
Raymond VI est le fils aîné et héritier de Raymond V, comte de Toulouse, et de Constance de France, sœur du roi Louis VII.
Son premier mariage lui apporte le comté de Melgueil, que sa première épouse lui cède par testament avant de mourir en 1176. Raymond se remarie ensuite avec Béatrice, la sœur de Roger II Trencavel, vicomte de Carcassonne et de Béziers, et rival des comtes de Toulouse.
En 1192, le roi Richard Cœur de Lion et son épouse Bérengère de Navarre, partis en croisade rentrent de Terre sainte. Leurs navires sont séparés par la tempête, Richard échoue en Italie. Il continue et chevauche en  Autriche où il est capturé et emprisonné, tandis que Bérengère débarque dans le Languedoc. Elle demande et obtient l’autorisation de Raymond V pour traverser le comté de Toulouse et rejoindre Bordeaux. Raymond V et son fils, le futur Raymond VI, la reçoivent avec faste, et Raymond le Jeune, s’éprend d’une des suivantes de Bérengère, Bourgogne de Lusignan, fille du futur roi de Chypre Amaury de Lusignan. Il répudie immédiatement Béatrice, ce qui occasionne des tensions avec Trencavel, et épouse Bourgogne. Il y avait également dans le cortège de Bérengère Jeanne d’Angleterre, veuve du roi Guillaume II de Sicile et future épouse de Raymond.
Raymond V meurt en décembre 1194. Son fils est intronisé le 6 janvier 1195. Richard Cœur de Lion, libéré des geôles autrichiennes et revenu dans ses États, reprend à son compte les prétentions des ducs d’Aquitaine sur le Toulousain, mais doit compter avec l’opposition de Philippe Auguste, roi de France. Plutôt que se lancer dans une guerre hasardeuse, il préfère conclure une alliance avec le comte de Toulouse. Raymond VI répudie Bourgogne, épouse Jeanne d’Angleterre à Rouen en octobre 1196, et reçoit en dot l'Agenais et le Quercy. Pour ne pas perdre un allié, Philippe Auguste donne au comte de Toulouse la ville de Figeac.
Durant les années qui suivent, le catharisme se propage dans le comté de Toulouse et dans des vicomtés languedociennes, sans que Rome, qui ne réalise pas l’ampleur de l’hérésie, s’en inquiète. Comme ses prédécesseurs, Raymond VI est en litige avec l’abbaye de Saint-Gilles à propos des bénéfices de l’abbaye et de sa répartition. La lutte lui vaut une excommunication dès 1196, qui n’est levée qu’en 1198.
Mais il gagne l’amitié de Roger II Trencavel et la paix règne dans le Languedoc avec ses principaux vassaux qui sont, outre les Trencavel, le comte d'Armagnac, le comte de Comminges, le comte de Foix et les vicomtes de Montpellier, de Nîmes, de Greze, de Rodez. Cependant le lien féodal est beaucoup plus relâché que chez les Capétiens, et l'individualisme et l'insubordination est souvent la règle.
Veuf de Jeanne d’Angleterre, Raymond se remarie avec Éléonore d’Aragon. Ces alliances matrimoniales successives accompagnées de la disparition progressive des principaux adversaires de son père - Roger II Trencavel et le roi Alphonse II d’Aragon en 1196, la vicomtesse Ermengarde de Narbonne et Richard Cœur de Lion en 1197 - annoncent un apaisement des relations entre le comté de Toulouse, les Plantagenêt et la maison de Barcelone. À Toulouse, il maintient les libertés communales, multiplie les exemptions fiscales et étend la sauveté à tout le territoire communal.
Mais Raymond VI est soupçonné d'une coupable indulgence vis-à-vis de l'hérésie cathare. Depuis 1203, un moine cistercien, Pierre de Castelnau est envoyé par le pape Innocent III pour lutter contre l'hérésie dans le Midi de la France. Raymond VI refuse de collaborer avec le légat pontifical. Ce dernier l'excommunie et jette l'interdit sur le comté. L'assassinat de Castelnau, le 15 janvier 1208, par un écuyer du comte qui l'embroche, provoque le courroux du pape qui confirme l'excommunication contre Raymond VI, accusé d'être l'instigateur du crime. Innocent III lance un appel à la croisade des albigeois auprès de Philippe-Auguste, suzerain théorique du comte de Toulouse, mais le roi de France se dérobe. Une armée croisée, dirigée par Arnaud Amaury, abbé de Cîteaux et nouveau légat envoyé par le pape, avance néanmoins vers le comté ; avant son arrivée, Raymond VI obtient d'être relevé de son excommunication en s'humiliant publiquement sur le parvis de l'église de Saint-Gilles (amende honorable en braies et chemise), le 18 juin 1209.
Dès lors, Raymond VI accompagne la croisade, plus en observateur qu'en combattant, se compromettant ainsi aux yeux de son propre camp mais rendant par cette décision ses terres inviolables. Après les succès remportés par les croisés (prise et massacre de Béziers, siège et prise de Carcassonne et mort de Raymond-Roger Trencavel), la croisade dirigée depuis août 1209 par Simon IV de Montfort fait peser une menace sur sa personne et son fief. Il essaie de s'entendre avec Montfort, mais il rencontre l'hostilité constante des légats du pape. Il cherche également l'appui de son beau-frère Pierre II, roi d'Aragon. En janvier 1210, il entreprend un long voyage pour défendre sa position auprès de Philippe-Auguste, d'Innocent III et l'empereur Otton IV, son suzerain pour le marquisat de Provence. De nouveau excommunié en 1211 par le concile de Montpellier, sentence confirmée en avril de la même année par le pape, il essaie d'organiser la résistance contre les croisés, alors que le concile a transféré sa suzeraineté à Simon IV de Montfort. Mais il ne peut déloger Montfort enfermé dans Castelnaudary.

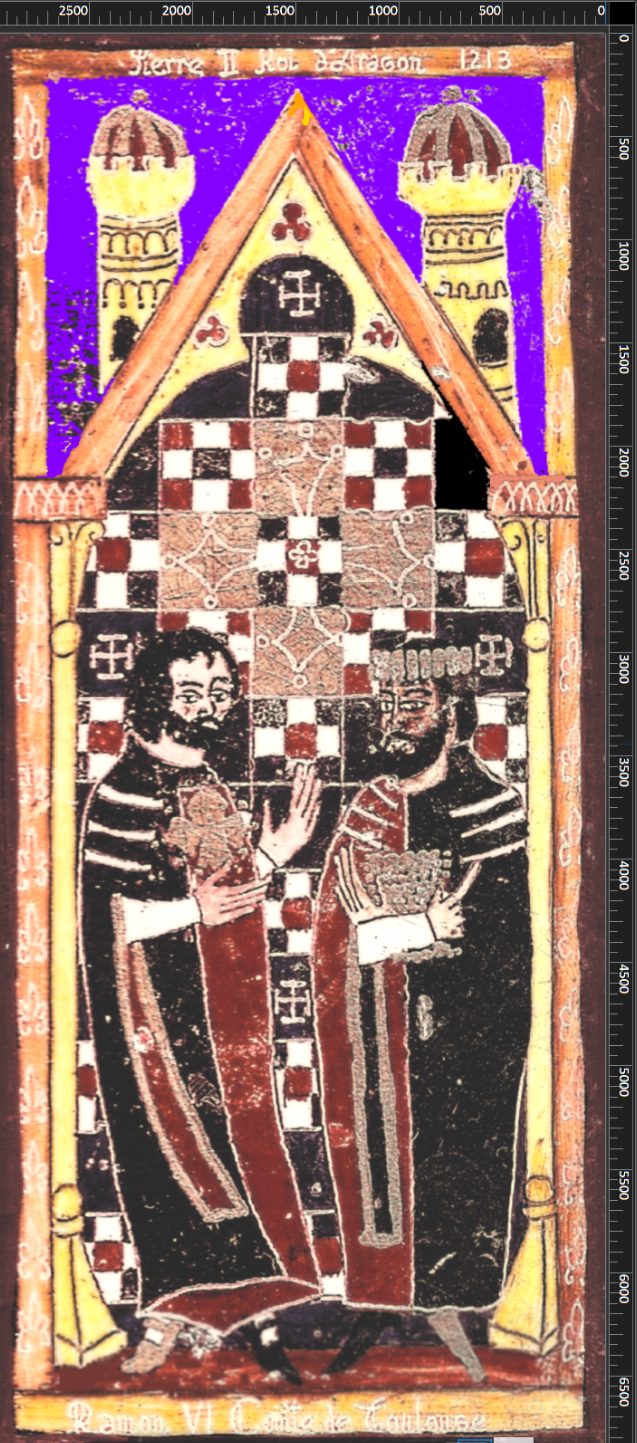
Raymond VI rendant hommage à Pierre II d'Aragon.

Le 27 janvier 1213, Raymond VI rend hommage à Pierre II d'Aragon. Les deux hommes et le comte de Foix investissent en septembre 1213 Muret. Le 12 septembre, les croisés de Simon de Montfort, plus disciplinés, écrasent les coalisés. Pierre II, héros de Las Navas de Tolosa, est tué dans la bataille. Raymond VI, en butte avec l'évêque de Toulouse Foulques, ne peut alors éviter la conquête de la ville par Simon IV de Montfort en juin 1215, et s'exile à la cour d'Aragon à Barcelone.
Le 17 février 1214, sur ses ordres, son frère Baudouin de Toulouse, ayant participé à la bataille de Muret aux côtés des croisés, est enlevé de son château de Lolmie et pendu comme traître. En novembre 1215 Raymond est à Rome, où le IVe concile du Latran débat du sort de son comté. Il est déchu de ses droits au profit de Simon de Monfort, mais le pape préserve le marquisat de Provence au profit de son fils, le futur Raymond VII.
En mai 1216 le père et le fils sont accueillis triomphalement à Marseille et à Avignon. Tandis que Raymond VI se rend en Aragon, le jeune Raymond, plus entreprenant que son père, met le siège devant Beaucaire qu'il prend le 24 août. Le 2 septembre 1217, il reprend Toulouse où Simon IV de Montfort met immédiatement le siège. Ce dernier y est tué mais son fils Amaury prend sa succession. Revenu à Toulouse, Raymond VI y décède, toujours excommunié, des suites d'une brève maladie le 2 août 1222.

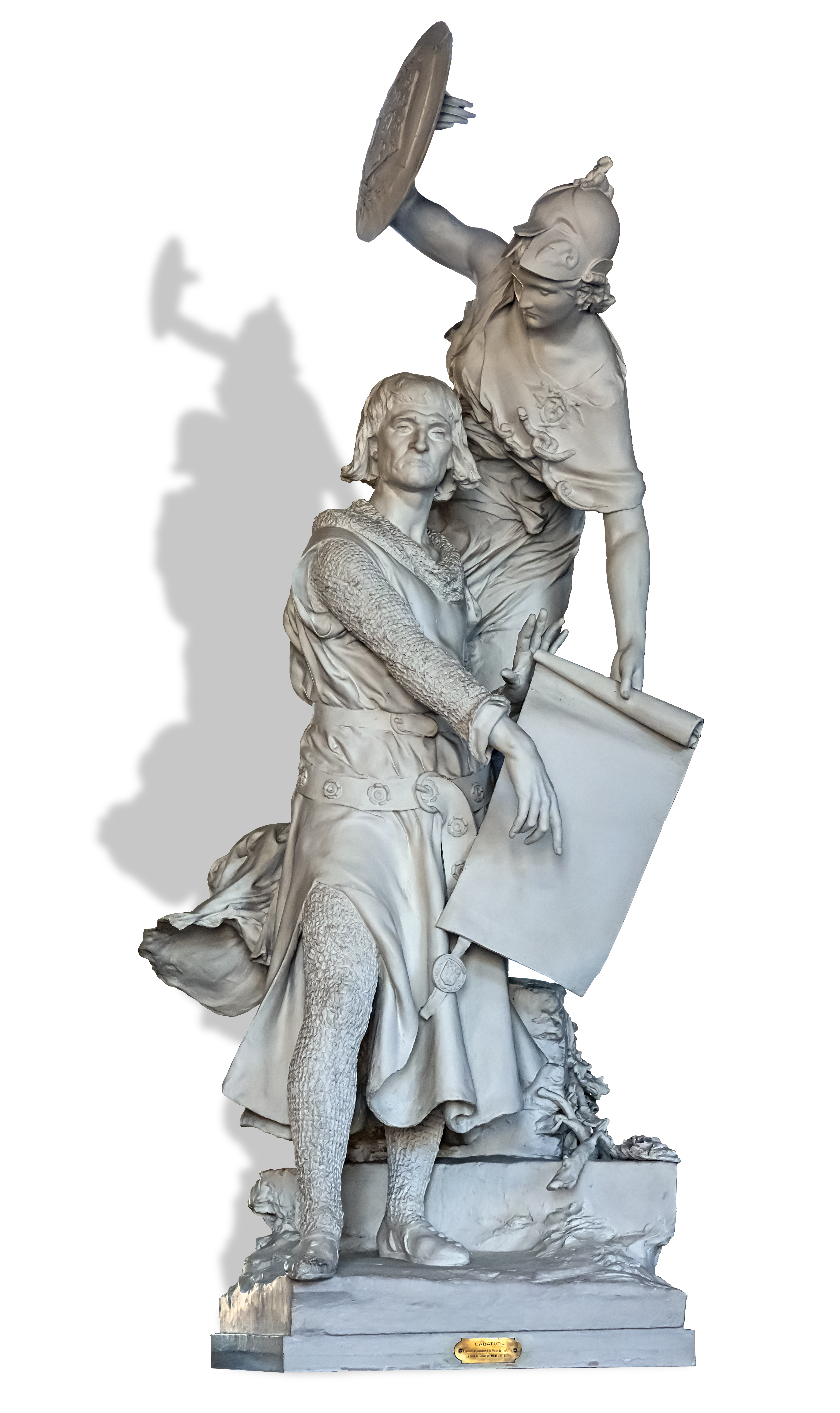
Raymond VI annonce à la ville de Toulouse la mort de Simon de Montfort Capitole de Toulouse.
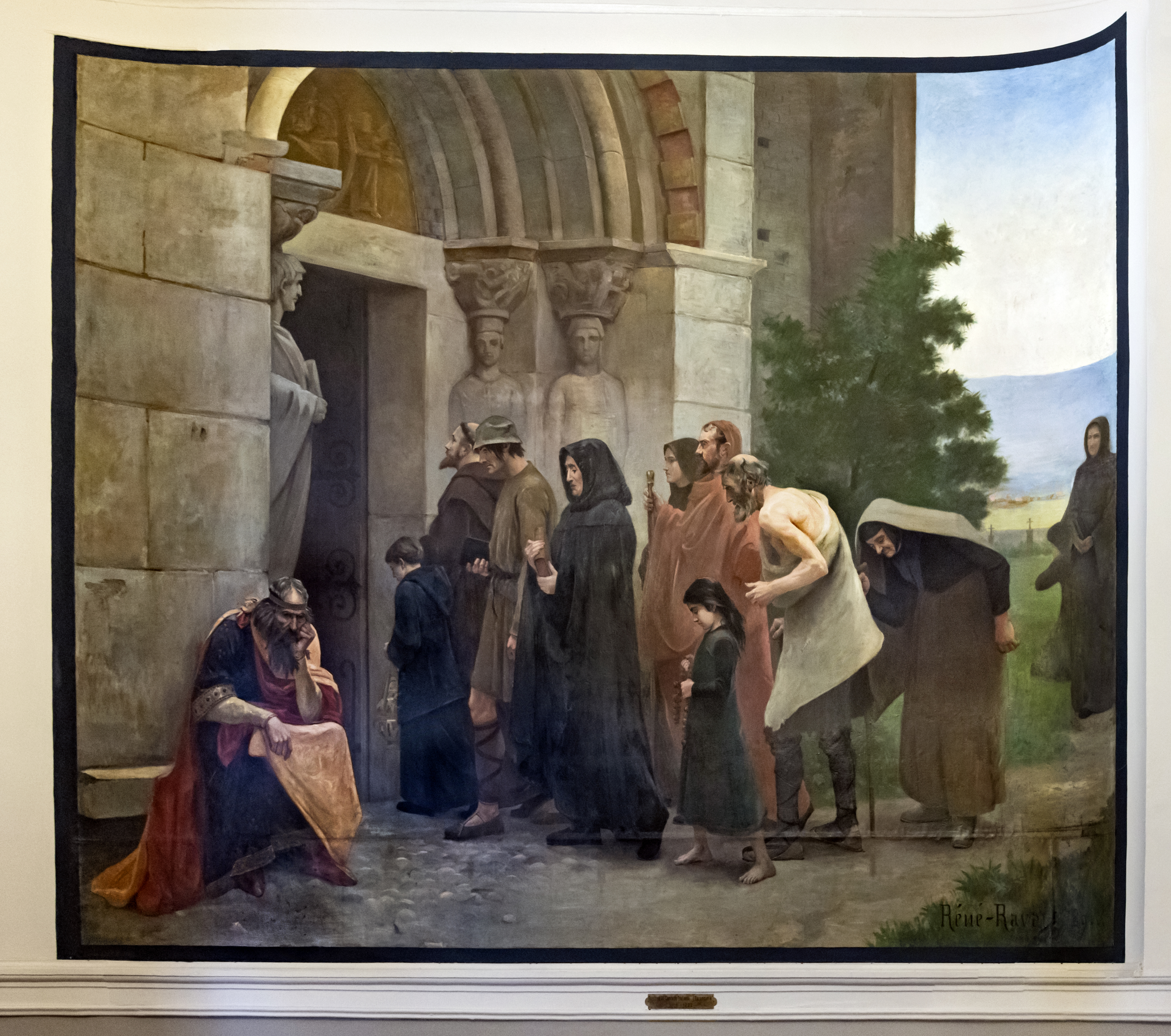
Raimond VI comte de Toulouse, l'excommunié Capitole de Toulouse.

## Mariages et enfants
Raymond VI épouse successivement :
1. le 12 septembre 1172, Ermessende Pelet (morte en 1176), héritière du comté de Melgueil, veuve de Pierre Bernard de Sauve et fille de Bernard Pelet, seigneur d’Alais, et de Béatrice, comtesse de Melgueil ;
2. après 1176, Béatrice de Béziers, fille de Raimond Ier Trencavel, vicomte de Béziers, et de l'une de ses épouses, Adélaide ou Saure. Elle est répudiée en 1193, après avoir donné naissance à :
  - Constance, mariée à Sanche VII (mort en 1234), roi de Navarre, puis à Pierre Bermond VI, seigneur de Sauve, de la maison d'Anduze ;
3. en octobre 1196, Jeanne d'Angleterre (1165-1199), fille d'Henri II Plantagenêt (1133-1189), roi d’Angleterre et d’Aliénor, duchesse d’Aquitaine, qui donne naissance à :
  - Raymond VII (1197-1249), comte de Toulouse,
  - Jeanne de Toulouse (1198-1255), mariée vers 1219 avec Bernard II de La Tour (1190-1253), fils de Bertrand III de La Tour et de Judith de Mercœur, d'où : Delphine de La Tour (d'Auvergne) (1220-1299) mariée avec Ebles VI de Ventadour (1210-1265)[5]. Le fait que Jeanne de Toulouse soit fille de Jeanne d'Angleterre ne repose que sur une citation de l'obituaire de l'abbaye de Vaissy en Auvergne. Aucune autre source médiévale n'y fait référence,
  - un fils né vivant, le 4 septembre 1199, lors du décès de Jeanne d'Angleterre ;
4. en 1200 avec la Demoiselle de Chypre[6], fille d’Isaac Doukas Comnène, empereur de Chypre auto-proclamé. Le mariage est annulé probablement fin 1202 ;
5. en janvier 1204 Éléonore d'Aragon (v. 1182-1226), fille d’Alphonse II, roi d’Aragon, et de Sancha de Castille.

Le comte de Toulouse eut aussi au moins trois enfants naturels dont la mère n'est pas identifiée : 1) Bertrand, vicomte de Bruniquel, Monclar et Salvagnac, marié en 1224 avec Comtorisse de Rabastens et tige des Toulouse-Bruniquel éteints en 1577 ; 2) Guillemette, mariée à Hugues d'Alfaro, sénéchal d'Agenais, à laquelle il a cédé Montlaur et Saint-Jory dans un testament de 1209 ; 3) Raymonde, nonne au monastère d'Espinasse.

### Sources et bibliographie
- Georges Bordonove, La Tragédie cathare, Paris, Pygmalion – Gérard Watelet, coll. « Les Grandes Heures de l’Histoire de France », 1991, 462 p. (ISBN 2-85704-359-7).
- Jean-Luc Déjean, Les comtes de Toulouse (1050-1250), Fayard, 1979 (réimpr. 1988) [détail des éditions] (ISBN 2-213-02188-0), p. 241 à 327.
- Foundation for Medieval Genealogy : Raymond VI, comte de Toulouse.
- Guillaume Catel, Histoire des Comtes de Tolose, chez Pierre Bosc à Tolose, 1623.
- Laurent Macé, "Avant et après Muret: le Midi de la France au tournant du XIIIe siècle (1195-1222)." dans Aa. Vv., La encrucijada de Muret, Sevilla,Monografias de la Sociedad Española de Estudios Medievales: Archivos y Publicaciones Scripturium, n°6, 2015, p. 195-210.

### Fiction
- Dominique Baudis, Raimond le cathare, 1996 [détail des éditions].